# 류림 선생 묘 및 신도비
류림 선생 묘 및 신도비는 경기도 고양시 덕양구 행신동에 있다. 1991년 6월 25일 고양시의 향토문화재 제29호로 지정되었다.

## 개요
조선조 중기의 인물인 류림선생의 묘소이다. 문인석+상석 등이 배치되어 있다.

## 같이 보기
- 류림